# 아우디 E-트론
아우디 E-트론(Audi e-tron)은 독일의 자동차 회사인 아우디에서 생산/판매하고 있는 전기 준대형 SUV이다.